# كهف العامود
كهف العامود هو كهف يقع في الجليل الأعلى بالقرب من وادي العامود على ارتفاع حوالي 30 مترًا عن سطح النهر، وقد اكتشفت الكهيف بعثة يابانية عام 1961 وثانية عام 1964. تتجددت أعمال التنقيب في عام 1990 من قبل فريق إسرائيلي أمريكي مشترك ضم علماء آثار وعلماء تشريح وعلماء أنثروبولوجيا، وقد حددت مرحلتان رئيسيتان من الاستيطان البشري في الموقع: المرحلة المتأخرة التي بدأت في حوالي 3000 قبل الميلاد، وتتميز بكسر الفخار والأدوات الحجرية وحفر القمامة (التي غالبًا ما تتداخل مع الطبقات السفلية) ولكن لا توجد فيها مباني دائمة، وأخرى أقدم من العصر الحجري الأوسط الأوسط. ويعتبر أهم ما عثر عليه في هذا الموقع هو الهيكل العظمي "عامود 1"، الذي اكتشف في عام 1961، وهو من العصر الحجري المتأخر، حيث تمكن تأريخه باستخدام  باستخدام التألق الحراري  بـ 50 إلى 60 ألف سنة قبل الحاضر، وصنّف لى أنه إنسان نياندرتال، مما يجعله أصغر إنسان نياندرتال اكتشف في بلاد الشام.